# قطعنامه ۱۸۵ شورای امنیت
قطعنامه ۱۸۵ شورای امنیت سازمان ملل متحد که در تاریخ ۱۶ دسامبر ۱۹۶۳ تصویب شد، سندی بین‌المللی دربارهٔ پذیرش اعضای جدید سازمان ملل متحد کنیا است. این قطعنامه طی نشست ۱۰۸۴ام با ۱۱ موافق، ۰ مخالف و ۰ ممتنع تصویب شد.